# Alexander Tettey

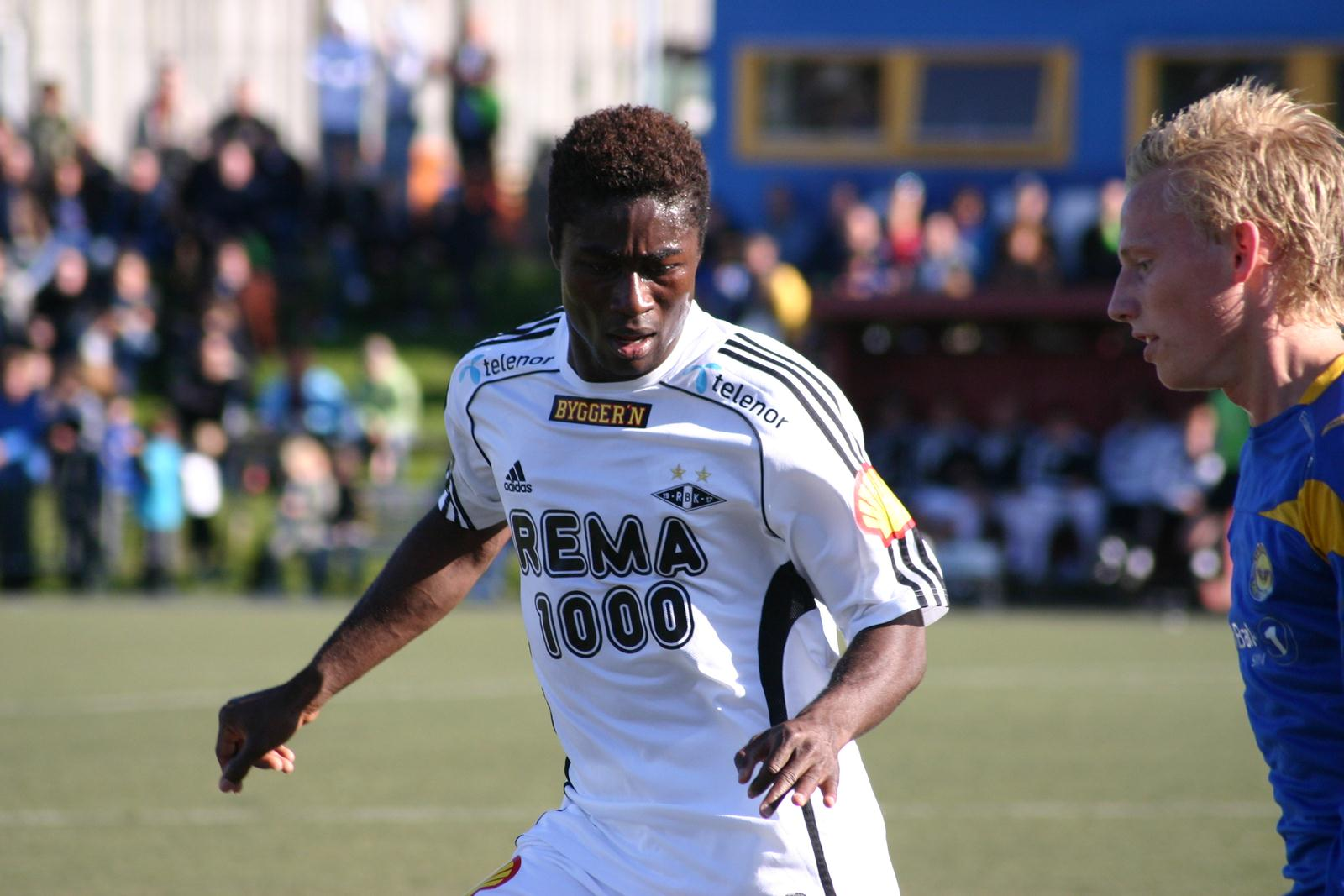
Alexander Tettey, na snímku vlevo (2009)

Alexander Banor Tettey (* 4. dubna 1986, Accra, Ghana) je norský fotbalový záložník a reprezentant ghanského původu. Hraje na pozici defenzivního středopolaře (štítu).
Mimo Norsko hrál na klubové úrovni ve Francii a Anglii.

## Klubová kariéra
- FK Bodø/Glimt 1999–2002 (mládežnické týmy)
- Kolstad IL 2002–2003 (mládežnické týmy)
- Rosenborg BK 2003–2009
- →  Skeid Fotball 2005 (hostování)
- Stade Rennes 2009–2012
- Norwich City FC 2012–

## Reprezentační kariéra
Tettey nastupoval v norských mládežnických reprezentacích U18, U19 a U21.
V A-mužstvu Norska debutoval 22. 8. 2007 v přátelském utkání v Oslu proti týmu Argentiny (výhra 2:1).